# Djibouti op de Olympische Zomerspelen 2016
Djibouti nam deel aan de Olympische Zomerspelen 2016 in Rio de Janeiro, Brazilië. Het nationaal olympisch comité zond zeven atleten naar Rio, het grootste aantal sinds de Spelen van 1992. Atleet Ayanleh Souleiman kwam het dichtst bij de eerste medaille in bijna veertig jaar tijd: hij werd vierde op de 1500 meter.

## Deelnemers en resultaten
(m) = mannen, (v) = vrouwen 

### Atletiek
| Ayanleh Souleiman         | 800m (m)               | 11e | serie 1: 1ste in 1.45,48 halve finale 3: 4de in 1.45,19                       |  |  |
| Abdi Waiss Mouhyadin VO   | 1500m (m)              | DNF | serie 2: niet gefinisht                                                       |  |  |
| Ayanleh Souleiman         | 1500m (m)              | 4e  | serie 1: 3de in 3.39,25 halve finale 2: 2de in 3.39,46 finale: 4de in 3.50,29 |  |  |
| Mohamed Ismail Ibrahim VS | 3000m steeplechase (m) | 39e | serie 3: 12de in 8.53,10                                                      |  |  |
| Mumin Gala                | marathon (m)           | 12e | 2:13.04 (NR)                                                                  |  |  |
|                           |                        |     |                                                                               |  |  |
| Kadra Mohamed Dembil      | 1500m (v)              | 39e | serie 3: 12de in 4.42,67                                                      |  |  |

### Judo
| Olympiër       | Discipline | Resultaat | Prestatie                                       |
| -------------- | ---------- | --------- | ----------------------------------------------- |
| Anass Houssein | –66kg (m)  | 17e       | 1ste ronde: vrij 2de ronde: V van CHN Ma: ippon |

### Zwemmen
| Olympiër     | Discipline         | Resultaat | Prestatie             |
| ------------ | ------------------ | --------- | --------------------- |
| Borhane Abro | 50m vrije slag (m) | 74e       | serie 2: 5de in 27,13 |